# Chrysopa jacobsoni
Chrysopa jacobsoni là một loài côn trùng trong họ Chrysopidae thuộc bộ Neuroptera. Loài này được van der Weele miêu tả năm 1909.